# Куткірська сільська рада
| Куткірська сільська рада — орган місцевого самоврядування у Буському районі Львівської області з адміністративним центром у с. Куткір. Історична дата утворення: 17 вересня 1939 року. Водоймища на території, підпорядкованій даній раді: річка Полтва. Сільській раді підпорядковані населені пункти: - с. Куткір - с. Безброди - с. Острів |

## Склад ради
Рада складається з 16 депутатів та голови.

### Керівний склад ради
| ПІБ                      | Основні відомості                                                 | Дата обрання | Дата звільнення |
| ------------------------ | ----------------------------------------------------------------- | ------------ | --------------- |
| Желізко Роман Васильович | Сільський голова, 1972 року народження, освіта, безпартійний      | 26.03.2006   | 31.10.2010      |
| Желіско Роман Адамович   | Сільський голова, 1973 року народження, освіта вища, безпартійний | 31.10.2010   |                 |

Примітка: таблиця складена за даними джерела